# Ashley Brokaw
Ashley Brokaw (sinh k. 1974) là một đạo diễn thời trang người Mỹ, nổi tiếng với công việc của mình với hãng thời trang cao cấp Prada của Ý. Brokaw được cho là giám đốc tuyển chọn có ảnh hưởng nhất trên thế giới và theo New York Times, cô là "người chịu trách nhiệm cao nhất về những gì chúng tôi nghĩ là đẹp."

## Sự nghiệp
Năm 17 tuổi, Brokaw thực tập cho Juliet Taylor, một đạo diễn casting phim. Cô bắt đầu sự nghiệp thời trang khi làm việc tại Seventeen, sau đó là trợ lý sản xuất cho nhiếp ảnh gia Bruce Weber.
Kể từ năm 2011, Brokaw chủ yếu chọn Prada (thay thế Russell Marsh) và Balenciaga, đồng thời cũng làm việc với Rag & Bone, Proenza Schouler, Louis Vuitton, Coach New York và JW Anderson.